# Casa di Poitiers
La Casa di Poitiers fu una nobile casata che risale a Aymar o Eustache di Poitiers, morto verso 1135-1138. I suoi membri governarono la Contea di Valentinois dal 1149 al 1419 e poi anche quella di Diois.

Stemma dei Poitiers, conti di Valentinois

## Storia
All'estinzione della casa primigenia in linea maschile, con il conte Louis II di Poitiers, le contee di Valentinois e Diois vennero lasciate al Delfino di Francia, escludendo quindi dalla successione il ramo cadetto dei Poitiers di Saint-Vallier.

### Signori di Saint-Vallier
A questo ramo cadetto dei Poitiers signori di Saint-Vallier appartenne invece il personaggio più celebre di questa casata, Diana di Poitiers, amante del re Enrico II di Francia.
Questa casata ebbe origine dai Conti di Provenza, contrariamente alle ipotesi precedenti che la facevano risalire ai Conti di Poitiers della casa dei Ramnulfidi, che governarono l'Aquitania.